# Park Hyo-shin
Park Hyo-shin (in hangŭl 박효신; Seul, 1º dicembre 1981) è un cantante e attore teatrale sudcoreano.

## Discografia

### Album studio
- 1999 – Things I Can't Do for You (해줄 수 없는 일)
- 2001 – Second Story
- 2002 – Time-Honored Voice
- 2004 – Soul Tree
- 2007 – The Breeze of Sea
- 2009 – Gift - Part 1
- 2010 – Gift - Part 2
- 2016 – I Am a Dreamer

### Album live
- 2005 – Next Destination... New York

### Raccolte
- 2003 – Park Hyo Shin Best Voice=2003-1999
- 2005 – Neo Classicism (cover)
- 2009 – The Gold
- 2012 – Gift E.C.H.O